# Juan Carlos Corazzo
Juan Carlos Corazzo, né le 14 décembre 1907 à Montevideo et mort le 12 janvier 1986, est un footballeur puis entraîneur uruguayen.

## Biographie
Corazzo a joué pour le club argentin CA Independiente dans les années 1930 et a été plus tard quatre fois sélectionneur de l'équipe d'Uruguay, notamment lors de la coupe du monde de football de 1962.
Il est le grand-père de Diego Forlán et le beau-père de Pablo Forlán.

## Palmarès

### Joueur
- Vice-champion d'Argentine en 1932, 1934, 1935 et 1937 avec le CA Independiente.

### Entraîneur
- Vainqueur de la Copa América en 1959 et en 1967 avec l'Uruguay.
- 4e de la Copa América en 1955 avec l'Uruguay.